# Nadigaon
Nadigaon es un pueblo y nagar Panchayat situado en el distrito de Jalaun en el estado de Uttar Pradesh (India). Su población es de 7991 habitantes (2011). 

## Demografía
Según el censo de 2011 la población de Nadigaon era de 7991 habitantes, de los cuales 4326 eran hombres y 3665 eran mujeres. Nadigaon tiene una tasa media de alfabetización del 69,94%, superior a la media estatal del 67,68%: la alfabetización masculina es del 80,57%, y la alfabetización femenina del 57,37%.